# Lenny Breau
Leonard Harold Breau, detto Lenny (Auburn, 5 agosto 1941 – Los Angeles, 12 agosto 1984), è stato un chitarrista statunitense naturalizzato canadese.

## Biografia
Breau è nato in Maine in una famiglia di origine canadese francofona. Intorno al 1957 si è trasferito con la famiglia in Canada e in particolare a Winnipeg. Per l'avvio della sua carriera è stato importante il contributo di Chet Atkins, che lo adottò come pupillo.
Utilizzava una chitarra a sette corde e il plettro al pollice e questi accorgimenti gli permisero di raggiungere livelli molto alti di tecnica armonica.
Nel 1984, a soli 43 anni, fu trovato strangolato nella piscina della sua casa di Hollywood. I motivi della sua morte sono tuttora oscuri.

## Discografia parziale
- 1968 – Guitar Sounds from Lenny Breau
- 1969 – The Velvet Touch of Lenny Breau - Live!
- 1978 – Minors Aloud (con Buddy Emmons)
- 1979 – The Legendary Lenny Breau... Now!
- 1979 – Lenny Breau
- 1979 – Five O'Clock Bells
- 1981 – Mo' Breau
- 1981 – Standard Brands (con Chet Atkins)
- 1983 – Legacy
- 1984 – When Lightn' Strikes
- 1985 – Quietude Electric
- 1986 – The Living Room Tapes, Vol. 1 (con Brad Terry)
- 1988 – Last Sessions
- 1990 – The Living Room Tapes, Vol. 2 (con Brad Terry)
- 1995 – Live at Bourbon St.
- 1997 – Cabin Fever
- 1997 – Chance Meeting
- 1998 – Boy Wonder
- 2000 – Live at Donte's
- 2001 – Pickin' Cotten (con Richard Cotten)
- 2003 – The Complete Living Room Tapes (con Brad Terry)
- 2003 – The Hallmark Sessions
- 2004 – At the Purple Onion (con Don Francks & Eon Henstridge)
- 2014 – LA Bootleg 1984